# غاري تمبلتون
غاري تمبلتون (بالإنجليزية: Garry Templeton)‏ هو لاعب كرة قاعدة أمريكي، ولد في 24 مارس 1956 في لوكني في الولايات المتحدة.

## وصلات خارجية
- غاري تمبلتون على موقع دوري كرة القاعدة الرئيسي (الإنجليزية)
- غاري تمبلتون على موقعبيزبول رفرنس.كوم (الدوري الرئيسي) (الإنجليزية)
- غاري تمبلتون على موقعبيزبول رفرنس.كوم (الدوري الثانوي) (الإنجليزية)
- غاري تمبلتون على موقع إي إس بي إن.كوم (أم.أل.بي) (الإنجليزية)
- غاري تمبلتون على موقع مشجعي الرسوم البيانية (الإنجليزية)